# Wimbledonmästerskapen 2019
Wimbledonmästerskapen 2019 ägde rum i All England Lawn Tennis & Croquet Club i Wimbledon, London den 1–14 juli 2019. Tävlingarna arrangerades av denna klubb och ITF. Turneringen var den 133:e i ordningen och var årets tredje Grand Slam. Den var öppen för seniorer i singel, dubbel och mixed dubbel samt för juniorer och rullstolsburna i singel och dubbel. 
Detta var första gången i tävlingens historia som man i ett avgörande set använde sig av tiebreak efter ställningen 12–12 i game.

## Tävlingar
Seedning av de tävlande framgår av respektive huvudartikel nedan.

### Seniorer

#### Herrsingel
Segrare:  Novak Đoković

#### Damsingel
Segrare:  Simona Halep

#### Herrdubbel
Segrare:   Juan Sebastián Cabal /  Robert Farah

#### Damdubbel
Segrare:   Hsieh Su-wei /  Barbora Strýcová

#### Mixed dubbel
Segrare:   Ivan Dodig /  Latisha Chan

### Juniorer

#### Pojksingel
Segrare:  Shintaro Mochizuki

#### Flicksingel
Segrare:  Daria Snigur

#### Pojkdubbel
Segrare:  Jonáš Forejtek /  Jiří Lehečka

#### Flickdubbel
Segrare:  Savannah Broadus /  Abigail Forbes

### Rullstolsburna

#### Herrsingel
Segrare:  Gustavo Fernández

#### Damsingel
Segrare:  Aniek van Koot

#### Quadsingel
Segrare:  Dylan Alcott

#### Herrdubbel
Segrare:  Joachim Gérard /  Stefan Olsson

#### Damdubbel
Segrare:  Diede de Groot /  Aniek van Koot

#### Quaddubbel
Segrare:  Dylan Alcott /  Andrew Lapthorne